# Toyota Vista
Der Toyota Vista war ein PKW, den Toyota in Japan 1982 als Schwestermodell des Camry auf den Markt brachte. Der Name wurde zusammen mit dem neuen Toyota-Vista-Händlernetz eingeführt. Anders als der Camry, der schon ab 1988 mit V6-Motor erhältlich war, gab es beim Vista nur Benzin- oder Diesel-Reihenvierzylindermotoren.
Jede Vista-Generation war im Wesentlichen ein Camry für den japanischen Markt mit unterschiedlicher Front und unterschiedlichem Heck. Während der Camry mit Ausnahme der ersten Generation nur als Limousine verfügbar war, gab es den Vista auch als Kombilimousine; die meisten Vista – bis zur Generation V40 – sind Hardtop-Modelle. Immer wenn eine neue Generation des Camry herauskam, erhielt auch der Vista ein Facelift. Dieses Muster wurde bis 1996 fortgesetzt, als ein neuer weltweit angebotener Camry herauskam. Vor 1996 wurde die größere CX/CV-Plattform in Japan als Scepter (MCV10) und Camry Gracia (MCV20 / MCX20) angeboten. Im August 1998 wurde der letzte Vista unabhängig vom Camry entwickelt.

## 1. Generation V10 (1982–1986)
Der Vista erschien im April 1982 als höherwertige Ausstattungsvariante des Camry der zweiten Generation und wurde über das Vista-Händlernetz verkauft. Es gab eine 4-türige Limousine und einen 5-türige Kombilimousine, beide anfangs ausschließlich mit manuellem Fünfganggetriebe. Im August 1982 wurde ein Automatikgetriebe nachgereicht. Es gab vier Ausstattungsvarianten, VC, VL, VE und die Topausstattung VX. Offiziell hieß der Wagen Toyota Camry Vista. Ein Glasschiebedach gab es nur in der Spitzenvariante VX zusammen mit dem Motor 2S-ELU.
Im August 1983 wurde alternativ der 1,8 l-R4-Turbodieselmotor 1C-TL angeboten. Im Juni 1984 wurde das Fahrwerk härter und damit sportlicher und der 2,0 l-R4-DOHC-Motor wurde auch in der Ausstattungslinie VS angeboten. Damals war ein Motor mit zwei obenliegenden Nockenwellen in einem Frontantriebswagen noch eine ungewöhnliche Erscheinung. Im August 1985 wurde der Dieselmotor auf 2,0 l aufgebohrt.

## 2. Generation V20 (1986–1990)
Die zweite Generation des Vista wurde ab August 1986 angeboten und – anders als das höherwertige Schwestermodell Lexus ES – nicht mit V6-Motor erhältlich. Die 5-türige Kombilimousine wurde durch eine 4-türige Hardtop-Limousine ersetzt, die der weiterhin angebotenen 4-türigen Limousine (mit B-Säulen) zur Seite gestellt wurde. Die Erscheinung und der soziale Status ähnelten denen des größeren Mark II. Der Vista war weiterhin eine sportlichere Version der einfacheren Limousine Camry und es gab ihn auch in der GT-Ausstattung. Alle verfügbaren Motoren hatten Benzineinspritzung.
Im Oktober 1987 wurde der Allradantrieb für den 2,0 l-R4-Motor 4S-Fi eingeführt, der serienmäßig mit automatischem Getriebe kombiniert war. Der Vista Etoile bekam den 4S-FE-Motor.

## 3. Generation V30 (1990–1994)
Diese Version des Vista ähnelt in der Erscheinung dem Modell Windom. Sie wurde im Juli 1990 eingeführt. Verfügbar waren der 1,8 l-4S-Motor, der 2,0 l-3S-Motor und der 2,0 l-2C-T-Turbodieselmotor. Alle Motoren hatten zwei obenliegende Nockenwellen (DOHC). Die Modelle mit 2,0 l-Benzinmotor waren auf Wunsch auch mit Allradlenkung erhältlich. Den VX gab es ab Mai 1991 auch mit Lederausstattung. Ab Juli 1992 wurde der 3S-GE-Motor nicht mehr für die höheren Ausstattungsvarianten geliefert und die Klimaanlagen enthielten das neue FCKW-freie Kältemittel R134a.

## 4. Generation: V40 (1994–1998)
Der Camry wurde nun ein vornehmlich für die USA gefertigtes Modell, wobei die schmälere, kürzere Version für den japanischen Markt eingestellt wurde. Somit war der Vista das einzige in dieser Größenklasse (4,7 m × 1,7 m) verfügbare Modell. Mit einer Überarbeitung gab Toyota dem Vista neuen Schwung. Der Wagen war 100 mm länger als sein Vorgänger.
Dieser Vista war bemerkenswert, da er eines der ersten Ergebnisse von Toyotas firmenweiten Bemühungen um eine Erneuerung der Modellpalette war. Die Konstruktion der neuen Frontantriebsplattform begann 1993 und diese Plattform erschien erstmals mit dem Prius im Februar 1997, aber der Vista war das erste in Großserie gefertigte Auto auf dieser neuen Plattform. Toyota gibt an, dass dies die erste grundlegende Überarbeitung der Frontantriebsplattform seit Erscheinen der Modelle Camry und Vista im Jahre 1982 war. In dieser Plattform setzt Toyota hinten eine Verbundlenkerachse anstatt der MacPherson-Federbeine ein. Eine Hinterachse mit doppelten Dreiecksquerlenkern gab es für alle Autos mit Allradantrieb, und die wurde zum Standard für alle Frontantriebswagen mit höheren Anforderungen – wie z. B. dem letzten Celica. Toyota drehte auch die Motoren um, sodass der Ansaugtrakt nun vorne lag, was für mehr Platz im Motorraum sorgte.

## 5. Generation V50 (1998–2003)
Die fünfte Generation des Vista gab es als viertürige Limousine und als fünftürigen Kombi namens Vista Ardeo. Motoren mit 1,8 l und 2,0 l Hubraum waren erhältlich. Auf dem Armaturenbrett fand sich eine zentral angebrachte Instrumentengruppe, die auch die GPS-Navigation beinhaltete.
Die Plattform war die gleiche wie die des Prius der ersten Generation, des Opa, des WISH, des Caldina, des Avensis und des Celica.
Die Produktion des Vista wurde 2003 eingestellt, da Toyota die Vista-Händler in das NETZ-Händlernetzwerk integrieren wollte. Die Idee zur Vereinfachung des Toyota-Händlernetzes fand als Vorbereitung auf die Einführung der Marke Lexus, die für den August 2005 geplant war, statt. Im April 2005 war der Vorgang abgeschlossen und alle Vista-Händlern waren zu NETZ-Händlern geworden.

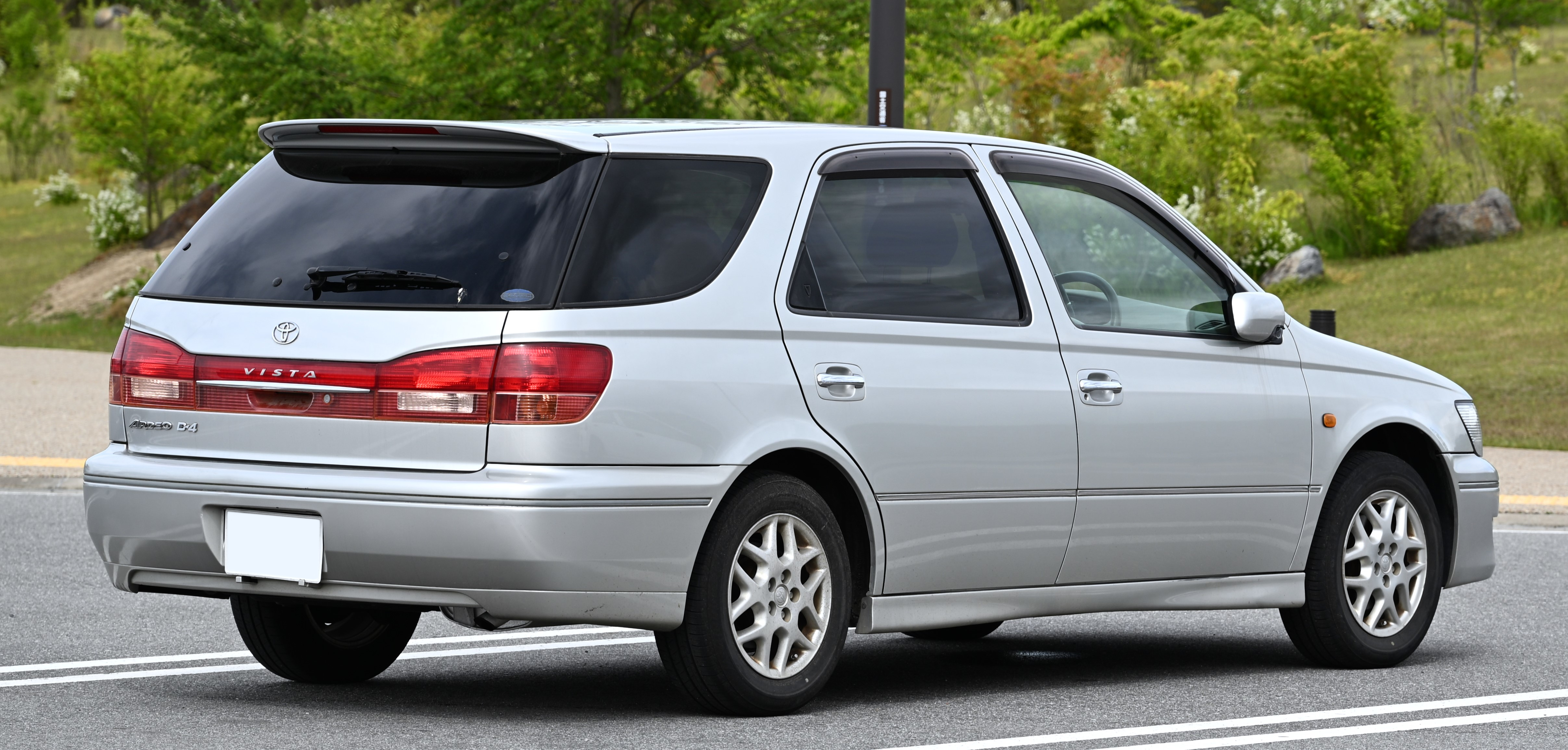
Toyota Vista Ardeo